# Cytaea morrisoni
Cytaea morrisoni là một loài nhện trong họ Salticidae.
Loài này thuộc chi Cytaea. Cytaea morrisoni được Dunn miêu tả năm 1951.